# Морозов Анатолій Георгійович
Морозов Анатолій Георгійович (нар. 19 травня  1946 р., м. Шпола Черкаської обл.) — український історик, доктор історичних наук (1995), професор (1995), дійсний член Української академії історичних наук, завідувач кафедри археології та спеціальних галузей історичної науки Черкаського національного університету ім. Б. Хмельницького, Почесний краєзнавець України (2013).

## Освіта, службова кар'єра, громадська діяльність
Трудову діяльність розпочав ще в 15-річному віці учнем електрослюсаря. Закінчив Шполянську середню школу робітничої молоді зі срібною медаллю. Працював електромонтером Черкаського заводу хімічного волокна, пізніше – майстром Стаханівського вагонобудівного заводу. Закінчив у 1967 р. Пушкінське військове училище радіоелектроніки, служив у військах ППО на посаді начальника озброєння авіаційної ескадрильї. Вищу освіту здобув без відриву від виробництва у Київському педагогічному інституті ім. М. Горького, отримавши диплом з відзнакою за спеціальністю «Учитель історії та суспільствознавства» (1980 р.). Обіймав посаду директора Стаханівського ПТУ № 22, згодом перебував на партійній роботі, зокрема, завідував ідеологічним відділом Черкаського обкому КПУ. Закінчивши аспірантуру Інституту історії АН України, у 1985 р. захистив дисертацію на здобуття наукового ступеня кандидата історичних наук. Того ж року розпочав свою викладацьку діяльність на кафедрі історії Черкаського педагогічного інституту (згодом – державного університету). У 1994 р. захистив докторську дисертацію на тему «Кредитна сільськогосподарська кооперація в Україні 1921–1929 рр.», а в 2000 р. здобув вчене звання професора і очолив новостворену кафедру новітньої історії і права. Нині – завідувач кафедри археології та спеціальних галузей історичної науки ННІ історії і філософії ЧНУ. 
Член національних спілок краєзнавців з 1996 р. та журналістів (2006 р.), входить до складу правління обласної організації НСКУ. Делегат V з’їзду НСКУ. Упродовж тривалого часу очолює обласну організацію товариства «Знання», член Президії цього товариства.

## Наукова діяльність
Сфера наукових інтересів – аграрна історія України. Автор понад 200 наукових публікацій (монографій, навчальних посібників, статей). Фундатор сучасної української школи дослідників історії сільськогосподарської кооперації. У 1995 р. стажувався у США з програми розвитку ринкових реформ в сільському господарстві. В 2001–2011 рр. брав участь у міжнародних наукових конференціях в РФ, Польщі, Німеччині, Фінляндії. Голова спеціалізованої вченої ради із захисту кандидатських дисертацій при Черкаському національному університеті ім. Б. Хмельницького. Виконував обов’язки члена експертної ради ДАК України. Директор Науково-дослідного інституту селянства Черкаського національного університету, голова Наукового товариства істориків-аграрників.
Головний редактор наукового часопису «Український селянин», заст. гол. ред. «Гуржіївські історичні читання», член редколегії «Вісник Черкаського університету»( серія «Історичні науки»).
За його ініціативою та участю в Черкасах започатковано проведення традиційного Міжнародного симпозіуму з проблем аграрної історії, Всеукраїнських історичних читань «Українська козацька держава: витоки та шляхи історичного розвитку». За запрошенням університету Віттен-Хердеке (Німеччина) в 1997 р. читав лекції на кафедрі славістики, в 2000 р. на факультеті політології університету Марії Кюрі-Склодовської (Польща). Співвиконавець міжнародних проектів «Трагедія радянського села: колективізація та розкуркулення», «Радянське село очима ВЧК-ОДПУ-НКВС».

## Нагороди
- Відмінник народної освіти УРСР (1991 р.)
- Почесна грамота Черкаської обласної державної адміністрації (1996 р.)
- Відмінник освіти України (2001 р.)
- Почесна грамота Міністерства освіти і науки України  (2004 р.)
- Почесна грамота Черкаської обласної ради (2006 р.)
- Знак МОН України «За наукові досягнення» (2006 р.)
- Золота медаль Товариства «знання» України (2006 р.)
- Почесна грамота Черкаського національного університету ім. Б. Хмельницького (2013 р.)
- Почесний краєзнавець України (2013 р.) та ін.

## Основні праці

### Монографії та посібники
1. Бушин М. Історія України / М. Бушин, С. Водотика, А. Морозов. – Черкаси : Брама, 2000. – 277 с.
2. Верховський М. М. Ілюстрований словник-довідник з воєнної історії України / М. М. Верховський, А. Г. Морозов. – Сміла : Тясмин, 2009. – 440 с. : ілюстр.
3. Корновенко С. В. Українська революція : навч. посіб. / С. В. Корновенко, А. Г. Морозов, О. П. Реєнт. – Вінниця : Фоліант, 2004. – 432 с.
4. Морозов А. Г. Аграрна політика в Україні періоду національно-демократичної революції (1917–1921 рр.)/ А. Г. Морозов, С. В. Корновенко. – Черкаси : Ант, 2007. – 280 с.
5. Морозов А. Г. Енергетичний аналіз сільського господарства Черкаської області (друга половина XX ст.) / А. Г. Морозов, С. А. Морозова // Український селянин : зб. наук. пр. – Черкаси, 2002. – Вип. 6. – С. 140–142.
6. Морозов А. Г. Кредитна сільськогосподарська кооперація в Україні 1921–1929 рр. : автореф. дис. …докт. іст. наук. / А. Г. Морозов. – Київ, 1994. – 40 с.
7. Морозов А. Г. Політика російського уряду щодо селянства/ А. Г. Морозов, С. В. Корновенко // Історія українського селянства : нариси : у 2 т. – К., 2006. – С. 131–320.
8. Морозов А. Г. Село і гроші: українська кредитна кооперація в добу НЕПу : монографія / А. Г. Морозов. – Черкаси : НДІТЕХІМ, 1993. – 275 с.

### Деякі статті
1. Грошові накопичення селянських господарств в добу НЕПу / А. Г. Морозов // Матеріали Всеукраїнського симпозіуму з проблем аграрної історії.  Київ, 1997.– Ч. 2.  С. 21–28.
2. Сільськогосподарська контрактація в добу НЕПу  / Морозов А. Г. // Матеріали II Всеукраїнського симпозіуму з проблем аграрної історії.  Київ, 1998.  С. 19–26.
3. Посилення визвольної боротьби українського народу в кінці XVI- першій половині XVII століття / А. Г. Морозов // Українська козацька держава: витоки та шляхи історичного розвитку. Матеріали V Всеукраїнських історичних читань.  Черкаси, 1997.  С. 102–105.
4. Державна хлібозаготівельна кампанія в Україні у 1924–1925 господарському році / А. Г. Морозов // Вісник ЧДУ.  Черкаси, 1997.  С. 47–51.
5. Геодетермінічні фактори формування українського козацтва / А. Г. Морозов // Українська козацька держава: витоки та шляхи історичного розвитку // Матеріали VI # # # Всеукраїнських історичних читань.  Київ-Черкаси, 1997.  С. 111–115.
6. Морозов А. Г. Холодний Яр / А. Г. Морозов // Українське козацтво : мала енциклопедія. – Запоріжжя, 2002. – С. 513.
7. Пам’ятки природи в контексті Черкаського Подніпров’я / А. Г. Морозов, С. А. Морозова // Черкащина в контексті історії України : матеріали Третьої наук.-краєзн. конф. Черкащини, присвяч. проблемам охорони, збереження та використання історико- культурної спадщини. – Черкаси, 2008. – С. 224–236.
8. Військово-політична діяльність гетьмана І. Мазепи в 1708-1709 рр. / А. Г. Морозов, Л. В. Скрипник // Міжнародні відносини у XVII- XVIII ст.. : матеріали між. нар. наук.конф., 19 груд. 2008 р. Умань) – Умань, 2009. – С. 88−95.
9. Селянин-власник часів НЕПу: хто він? З історії формування класового жупеля «куркуль» / А. Г. Морозов, В. М. Лазуренко // Український селянин : зб.наук. пр.. – Черкаси, 2010. – Вип. 12. – С. 33−37.
10. Культурно-освітня робота сільськогосподарської кооперації в період НЕПу / А. Г. Морозов, О. М. Дулгерова // Наукові праці. – 2010. – Т. 129, вип. 116 : Історія. – С. 27−31.
11. Трансформація соціальної структури єврейського населення містечок Правобережної України у 1920-ті роки / А. Г. Морозов, О. Ю. Крічкер // Наукові праці. – 2011. – Т. 171, вип. 159 : Історія. С. 23−26.
12. Селянський рух опору посиленню тоталітарного режиму в Україні 1920-х рр. / А. Г. Морозов, О. М. Абразумова // Гуржіївські історичні читання : зб. наук. пр. – Черкаси, 2011 – Вип. 4. – С. 242−244.
13. Історичний досвід земств у царині управління трансформацією народної освіти / А. Г. Морозов // Вісник Черкаського національного університету. Серія Педагогічні науки. – 2012. – Вип. 6. – С. 103−108.
14. Концептуальні проблеми переходу до стійкого розвитку в галузі сільського господарства / А. Г. Морозов // Вісник Черкаського університету. Серія Історичні науки. – 2015. − №22. – С. 77−79.
15. Край Богдана і Тараса розквітне, коли ми всі об’єднаємося /

А. Г. Морозов // Сила рідного краю. – 2015. – вересень. – С. 4.